# Judo en los Juegos Suramericanos de 2010

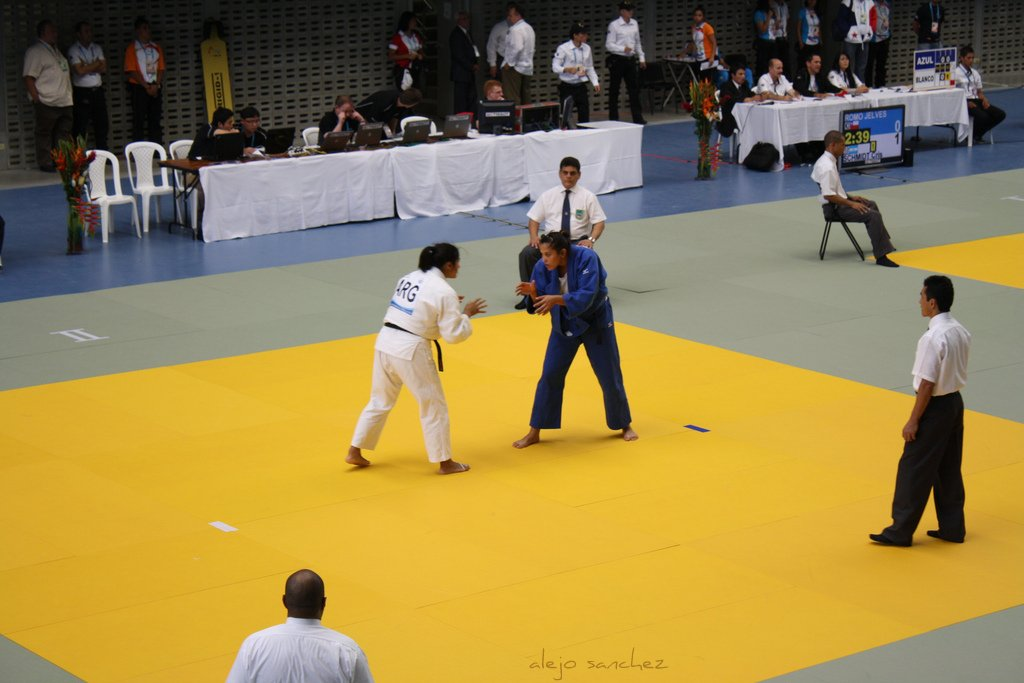
Competencia de Judo en los Juegos Suramericanos de 2010.

Se detallan los resultados de las competiciones deportivas para la especialidad de judo
en los IX Juegos Suramericanos.

## Judo
El campeón de la especialidad Judo fue  Brasil en base al número total de medallas de oro obtenidas, a pesar de que  Venezuela obtuvo el mismo total de medallas.

### Medallero
Los resultados del medallero por información de la Organización de los Juegos Medellín 2010
fueron:

#### Medallero total
País anfitrión en negrilla. La tabla se encuentra ordenada por la cantidad de medallas de oro
| Núm.  | País      | Oro | Plata | Bronce | Total | Orden por Total |
| ----- | --------- | --- | ----- | ------ | ----- | --------------- |
| 1     | Brasil    | 6   | 6     | 7      | 19    | 1               |
| 2     | Venezuela | 5   | 4     | 10     | 19    | 1               |
| 3     | Colombia  | 4   | 4     | 8      | 16    | 2               |
| 4     | Argentina | 4   | 2     | 8      | 14    | 3               |
| 5     | Perú      | 2   | 1     | 2      | 5     | 5               |
| 6     | Ecuador   | 1   | 3     | 6      | 10    | 4               |
| 7     | Chile     | 0   | 1     | 1      | 2     | 6               |
| 8     | Uruguay   | 0   | 1     | 0      | 1     | 7               |
| TOTAL | TOTAL     | 22  | 22    | 42     | 86    |                 |

Fuente: Organización de los IX Juegos Suramericanos Medellín 2010

#### Medallero por género
País anfitrión en negrilla. La tabla se encuentra ordenada por la cantidad de medallas de oro
| Clasificación por Oro | País      | Hombres | Hombres | Hombres | Hombres | Mujeres | Mujeres | Mujeres | Mujeres | Mixtos | Mixtos | Mixtos | Mixtos | TOTAL | Clasificación por Total |
| Clasificación por Oro | País      |         |         |         | Total   |         |         |         | Total   |        |        |        | Total  | TOTAL | Clasificación por Total |
| 1                     | Brasil    | 4       | 3       | 3       | 10      | 2       | 3       | 4       | 9       | 0      | 0      | 0      | 0      | 19    | 1                       |
| 2                     | Venezuela | 3       | 2       | 6       | 11      | 2       | 2       | 4       | 8       | 0      | 0      | 0      | 0      | 19    | 1                       |
| 3                     | Colombia  | 1       | 2       | 5       | 8       | 3       | 2       | 3       | 8       | 0      | 0      | 0      | 0      | 16    | 2                       |
| 4                     | Argentina | 2       | 0       | 7       | 9       | 2       | 2       | 1       | 5       | 0      | 0      | 0      | 0      | 14    | 3                       |
| 5                     | Perú      | 2       | 1       | 1       | 4       | 0       | 0       | 1       | 1       | 0      | 0      | 0      | 0      | 5     | 5                       |
| 6                     | Ecuador   | 0       | 2       | 1       | 3       | 1       | 1       | 5       | 7       | 0      | 0      | 0      | 0      | 10    | 4                       |
| 7                     | Chile     | 0       | 1       | 1       | 2       | 0       | 0       | 0       | 0       | 0      | 0      | 0      | 0      | 2     | 6                       |
| 8                     | Uruguay   | 0       | 1       | 0       | 1       | 0       | 0       | 0       | 0       | 0      | 0      | 0      | 0      | 1     | 7                       |
| TOTAL                 | TOTAL     | 12      | 12      | 24      | 48      | 10      | 10      | 18      | 38      | 0      | 0      | 0      | 0      | 86    |                         |

Fuente: Organización de los IX Juegos Suramericanos Medellín 2010